# Ann Morgan Guilbert
Ann Morgan Guilbert (Minneapolis, Minnesota, 16 oktober 1928 – Los Angeles, Californië, 14 juni 2016), was een Amerikaans actrice. 

## Biografie
Ze speelde in meerdere films en tv-series mee, meestal in een bijrol. Ze is het meest bekend van haar rol als Millie Helper uit The Dick Van Dyke Show (1961-1966) en die van Yetta Rosenberg uit The Nanny (1993-1999). 
Ze trouwde in 1951 met George Eckstein en kreeg met hem twee kinderen, Hallie en Nora. Na hun scheiding in 1966 trouwde ze het daaropvolgende jaar met Guy Raymond, die in 1997 stierf. 
- Gemeinsame Normdatei: 1207187887
- International Standard Name Identifier: 0000 0003 8748 4695
- Library of Congress Control Number: no2012145623
- Virtual International Authority File: 280474640
- WorldCat: E39PBJk8WxtqFQbp6kwyMhpVmd